# Maïwenn
Maïwenn Aurélia Nedjma Le Besco, de nombre artístico Maïwenn (Les Lilas, Sena-Saint Denis, Isla de Francia, 17 de abril de 1976), es una actriz, guionista y directora francesa.

## Biografía
Hija de Catherine Belkhodja, aparece en la película protagonizada por Isabelle Adjani L'été meurtrier (Verano asesino, 1983). Se casa con Luc Besson en 1991 y aparece en dos de sus películas, El perfecto asesino (1994) y El quinto elemento (1997).

## Filmografía

### Como actriz
- 1981: L'Année prochaine... si tout va bien, de Jean-Loup Hubert, como Prune
- 1983: L'Été meurtrier, de Jean Becker, como Éliane joven
- 1988: L'Autre nuit, de Jean-Pierre Limosin, como Joan
- 1990: Lacenaire, de Francis Girod, como Hermine
- 1991: La Gamine, de Hervé Palud, como Carole Lambert
- 1994: El perfecto asesino, de Luc Besson, como Blond Babe
- 1997: El quinto elemento, de Luc Besson, como Diva Plavalaguna
- 2001: 8, rue Charlot, de Bruno Garcia, como Karine
- 2003: Haute tension, de Alexandre Aja, como Alex
- 2004: Osmose, de Raphaël Fejtö, como une amie à la fête
- 2004: Les Parisiens, de Claude Lelouch, como la chanteuse Shaa
- 2005: Le Courage d'aimer, de Claude Lelouch, como Shaa
- 2006: Pardonnez-moi, de Maïwenn, como Violette
- 2008: Le bal des actrices, de Maïwenn
- 2011: Polisse, de Maïwenn[1]
- 2012: Télé gaucho, de Michel Leclerc, como Yasmina
- 2013: L'amour est un crime parfait, de les frères Larrieu, como Anna
- 2017: The Price of Success, de Teddy Lussi-Modeste, como Linda
- 2019: All Inclusive, de Fabien Onteniente, como Paloma
- 2020: The Man in the Hat, de John-Paul Davidson y Stephen Warbeck, como The Biker
- 2020: Soeurs, de Yamina Benguigui, como Norah
- 2020: ADN, de Maïwenn, como Neige Robert
- 2021: Tralala, de Arnaud Larrieu y Jean-Marie Larrieu, como Barbara
- 2022: Neneh Superstar, de Ramzi Ben Sliman, como Marianne Bellage
- 2023: Jeanne du Barry, también directora, como Madame du Barry

### Como directora
- 2004: I'm an actrice (corto)
- 2006: Pardonnez-moi
- 2009: Le bal des actrices
- 2011: Polisse
- 2015:  Mon roi
- 2020: ADN
- 2023: Jeanne du Barry, también actriz principal.

## Premios y distinciones
Premios César
| Año  | Categoría               | Película      | Resultado |
| ---- | ----------------------- | ------------- | --------- |
| 2007 | Mejor ópera prima       | Pardonnez-moi | Nominada  |
| 2007 | Mejor actriz revelación | Pardonnez-moi | Nominada  |
| 2012 | Mejor película          | Polisse       | Nominada  |
| 2012 | Mejor director          | Polisse       | Nominada  |
| 2012 | Mejor guion original    | Polisse       | Nominada  |
| 2016 | Mejor película          | Mon roi       | Nominada  |
| 2016 | Mejor director          | Mon roi       | Nominada  |
| 2021 | Mejor director          | ADN           | Nominada  |

Festival Internacional de Cine de Cannes
| Año  | Categoría         | Trabajo nominado | Resultado |
| ---- | ----------------- | ---------------- | --------- |
| 2011 | Premio del Jurado | Polisse          | Ganadora  |